# Culex

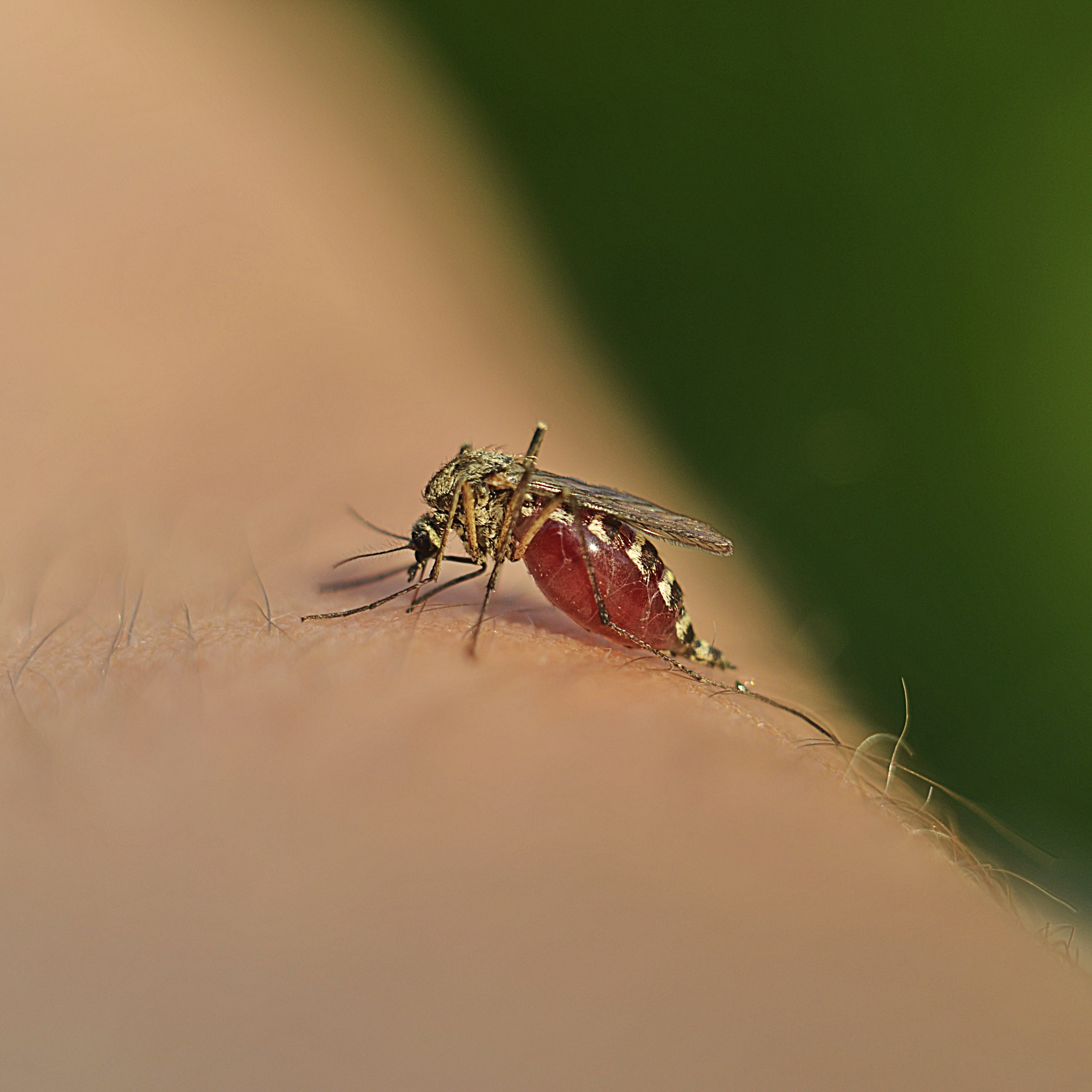
Комар, з конкурсів «Вікі любить Землю»

Анатомія личинки Culex

Анатомія дорослої особини Culex

Culex, Ку́лекси — рід комарів, кілька видів яких є переносниками однієї або декількох хвороб птахів, людей та інших тварин. Переносять також арбовірусні хвороби: вірус Західного Нілу, японський енцефаліт або енцефаліт Сент-Луїса, а також філаріаз та пташину малярію. Вони трапляються по всьому світу, крім крайніх північних частин помірної зони, і є найбільш поширеною формою комарів, що зустрічаються в деяких великих американських містах, таких як Лос-Анджелес.

## Етимологія
Карл Лінней назвав цей вид неспецифічним латинським терміном для мошок або комарів: culex.

## Опис
Залежно від виду, дорослий комар Culex може бути розміром від 4–10 мм. Морфологія для дорослих особин типова для мух в підряді Довговусі: чітко визначені голова, грудна клітка та живіт, а два крила у спокої розташовані горизонтально над черевцем. Як і у всіх двокрилих, здатних до польоту, друга пара крил знижується і видозмінюється в крихітні, непомітні жужжальця.
Офіційна ідентифікація є важливою для контролю популяції комарів, але вона вимоглива і вимагає ретельного вимірювання тілесних пропорцій та відзначення наявності чи відсутності різних щетин або інших тілесних ознак.
На місцях частіше важливою є неформальна ідентифікація, і перше питання, як правило, полягає в тому, чи є комар анофеліном чи куліцидом. Враховуючи особину в хорошому стані, одне з перших, що слід помітити, — це довжина верхньощелепних пальп. Пальпи і хоботок однакової довжини характерні для комарів-анофелінів, особливо у самок. У самців куліцидів короткі пальпи. Анофеліни мають, як правило, крильця з крапінням або плямистістю, тоді як крила куліцидів мають чіткий характер. Комари-анофеліни, зазвичай, сидять головою вниз, а задні кінці підняті високо, особливо при годуванні, тоді як самки куліцидів тримають тіло горизонтально.
Личинки анофелінів, як правило, тримаються горизонтально на поверхні води, коли вони не перебувають у русі, тоді як личинки куліцидів плавають з опущеною головою і лише сифон у хвості тримається над поверхнею води.

## Життєвий цикл
Цикл розвитку більшості видів займає близько двох тижнів у теплу погоду. Метаморфоз типовий для голометаболізму комахи: самка відкладає яйця (близько 300) на поверхню води. Придатними середовищами для відкладання яєць є невеликі водойми стоячої прісної води: калюжі, басейни, канави, бляшані банки, відра, пляшки та резервуари для зберігання води (деревні штамби підходять лише для кількох видів). Крихітні, сигароподібні темно-коричневі яйця прилягають один до одного і легко відокремлюються. Яйця вилуплюються лише за наявності води, а личинки обов'язково лінійної форми і зберігають своє переважно вертикальне положення у воді рухами щетинистих частин.
Під час личинкової стадії комаха живе у воді та харчується частинками органічної речовини, мікроскопічними організмами чи рослинним матеріалом; після декількох прийомів вона потім перетворюється на лялечку. На відміну від личинки лялечка має комові форми. Вона не харчується, але може плавати швидкими ривковими рухами, щоб уникнути потенційних хижаків. Вона повинна залишатися в регулярному контакті з поверхнею, щоб дихати, але не повинна бути висушена. Через 24–48 годин лялечка розривається і з'являється доросла особина.

## Хвороби від Culex
Хвороби, що переносяться одним або декількома видами комарів Culex, різняться залежно від виду переносника. Деякі рідко і лише випадково передаються видами Culex, але Culex і близькоспоріднені види комарів куліцидів легко спричиняють багаторічні епідемії певних захворювань в певних регіонах.
- Арбовірусні хвороби, що передаються різними видами Culex: вірус Західного Нілу, японський енцефаліт, енцефаліт Сент-Луїса та західного та східного енцефаліту коней. Бразильські вчені досліджують, чи передають види Culex вірус Зіка.[5]
- Хвороби нематодів, переважно форми філяріазу, можуть переноситися видами Culex, а також іншими комарами і кровососними мухами.
- Протисти паразитують у типі Апікомплексні (різні форми пташиної малярії).

Біоформа Culex pipiens pipiens комарів звичайних зазвичай розташована на ділянках над землею та загрожує пташиним видам. Біоформа Culex pipiens molestus, з іншого боку, зазвичай розташована в підземних порожнинах і загрожує людині. Коли ці дві біоформи гібридизуються, потомство демонструє деполяризацію як в середовищі проживання, так і в уподобаннях. В результаті ці гібридизовані види відіграють певну роль у передачі хвороб. Це тому, що пташині види посилюють такі захворювання, як вірус Західного Нілу. Гібридизований комар може заразитися від птахів, а потім ефективно передати збудники Західного Нілу людині.
Нонаналь визначений як сполука, яка приваблює комарів Culex, можливо, феромонально. Нонаналь діє синергетично з вуглекислим газом.

## Різноманіття

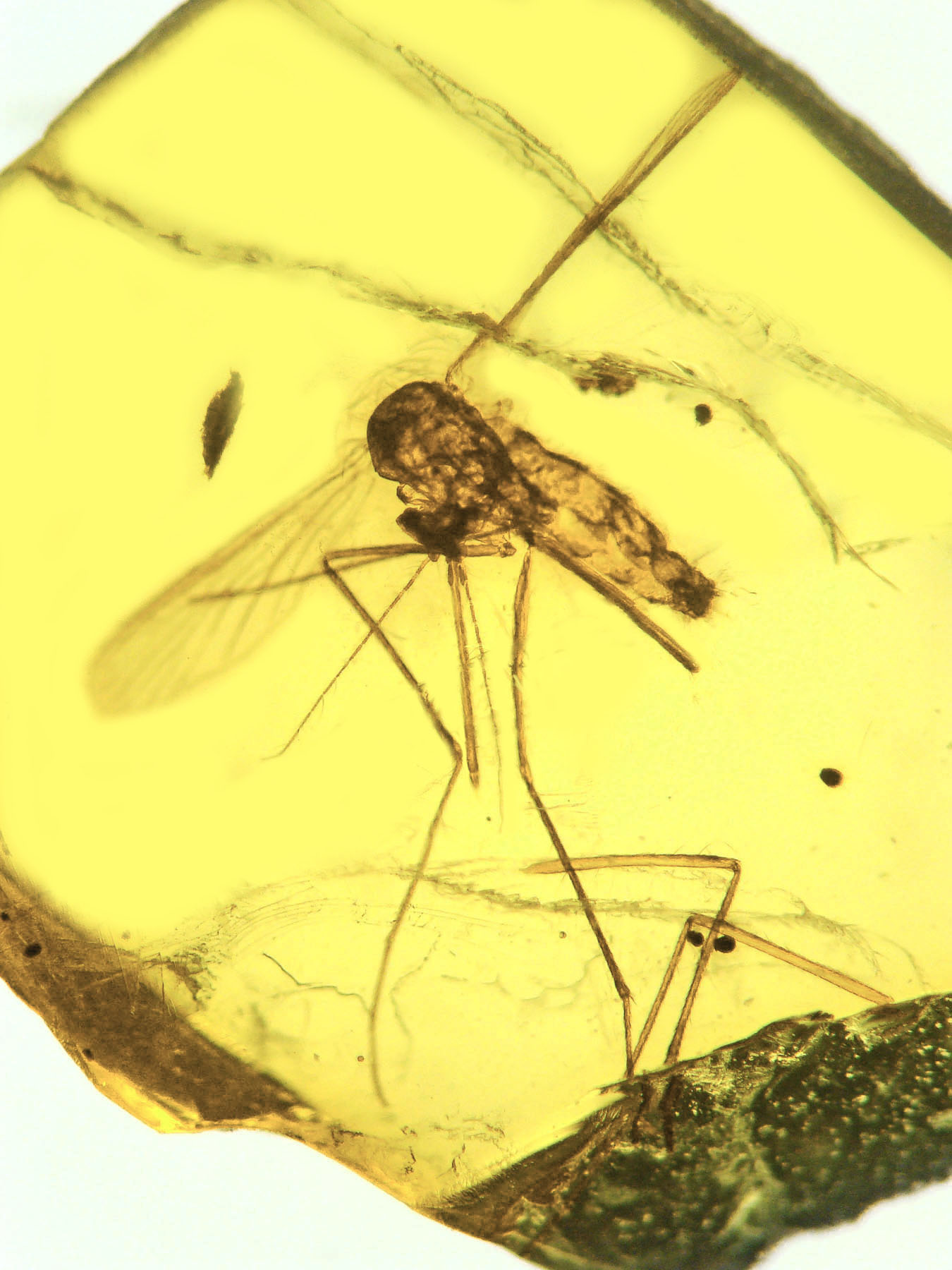
Culex malariager в бурштині

Culex — різноманітний рід. Він налічує понад 20 підродів, які налічують загалом понад 1000 видів.